# Лёгкая атлетика на летних Олимпийских играх 1980 — бег на 100 метров (мужчины)
Соревнования в беге на 100 метров среди мужчин прошли на Летних Олимпийских играх 1980 года 24 июля (предварительные забеги) и 25 июля (полуфиналы и финал).

## Рекорды
Здесь указаны мировой и Олимпийский рекорды (в секундах) до летних Олимпийских игр 1980.
| Мировой рекорд     | 9.95 | Джим Хайнс | Мехико (MEX) | 14 октября 1968 |
| Олимпийский рекорд | 9.95 | Джим Хайнс | Мехико (MEX) | 14 октября 1968 |

## Финал
- Проведён 25 июля 1980

| МЕСТО | ФИНАЛ                      | ВРЕМЯ |
| ----- | -------------------------- | ----- |
|       | Аллан Уэллс Великобритания | 10.25 |
|       | Сильвио Леонард Куба       | 10.25 |
|       | Пётр Петров Болгария       | 10.39 |
| 4.    | Александр Аксинин СССР     | 10.42 |
| 5.    | Освальдо Лара Куба         | 10.43 |
| 6.    | Владимир Муравьёв СССР     | 10.44 |
| 7.    | Мариан Воронин Польша      | 10.46 |
| 8.    | Эрман Панзо Франция        | 10.49 |